# Hassan Illiassou
Hassan Illiassou (* 22. September 1966) ist ein ehemaliger nigrischer Leichtathlet, der sich auf den Sprint spezialisiert hatte.

## Biografie
Hassan Illiassou startete bei den Olympischen Spielen 1992 in Barcelona im 100-Meter-Lauf. In seinem Vorlauf schied er als Fünfter vorzeitig aus.